# 菲利普斯罗伊特
菲利普斯罗伊特（德語：Philippsreut）是德国巴伐利亚州的一个市镇。总面积10.22平方公里，总人口711人，其中男性364人，女性347人（2011年12月31日），人口密度70人/平方公里。